# Rüştü Reçber
Rüştü Reçber (n. 10 mai 1973, Korkuteli, Antalia, Turcia) este un fost fotbalist turc, care a jucat pe postul de portar la Antalyaspor, Fenerbahçe, Barcelona și Beșiktaș.
Reçber a avut un rol cardinal în succesele echipei naționale de fotbal a Turciei la Campionatul Mondial de Fotbal 2002, unde aceasta s-a clasat pe locul 3. Datorită performanței sale la acel turneu a fost inclus în All-Star Team.
Reçber a fost desemnat de UEFA drept cel mai bun portar al anului 2002 și a fost inclus în ”UEFA Team of the Year 2002”, prin votul publicului. În 2004, el a fost inclus în lista FIFA 100 de către Pelé, ca fiind unul din 125 cei mai buni fotbaliști în viață. Rüștü s-a retras din fotbalul internațional după Euro 2008, având la activ 120 de meciuri internaționale, dar a fost convocat să joace contra Spaniei pe 28 martie 2009 și 1 aprilie, și ulterior și-a jucat meciul de 'adio' contra Finlandei în mai 2012.

## Palmares

### Fenerbahçe
- Süper Lig: 1996, 2001, 2005, 2007
- Cupa Atatürk: 1998

### Beșiktaș
- Süper Lig: 2009
- Türkiye Kupası: 2009, 2011

### Internațional
- UEFA Euro 2000: Sfert Finalist
- Campionatul Mondial de Fotbal 2002: Locul 3
- Campionatul European de Fotbal: Semifinale (1): 2008

### Individual
- FIFA World Cup All-Star Team: 2002
- UEFA Team of the Year: 2002
- IFFHS World's Best Goalkeeper of the Year 2002: Third
- IFFHS Best Goalkeeper of the 21st Century: 23rd[2]
- FIFA 100